# Buir Nur
Buir Nur (mongolisch Буйр нуур, Buir nuur) ist ein Süßwassersee auf der Grenze zwischen der Mongolei und der Volksrepublik China. Er liegt im Norden des östlichsten Zipfels der Mongolei und im Südwesten des Neuen Rechten Bargu-Banners des Autonomen Gebiets Innere Mongolei in der Buir-Senke. Der ovale See ist 33 km lang, 20 km breit, seiner Oberfläche beträgt 610 Quadratkilometer, die durchschnittliche Wassertiefe ca. 8 m. Er ist mit dem Hulun Nur im Norden durch den Fluss Orxon (Wuerxun He, 烏爾遜河) verbunden. Seine Wasserqualität ist sehr gut, es gibt darin reichlich Karpfen.
Bei dem See fand 1388 eine Schlacht zwischen den Heeren der mandschurisch-chinesischen Ming-Dynastie und der mongolischen Nördliche Yuan statt; die Chinesen gewannen und 70.000 Mongolen wurden gefangen genommen. 

### Nachschlagewerke
Cihai („Meer der Wörter“), Shanghai cishu chubanshe, Shanghai 2002, ISBN 7-5326-0839-5